# Billiárd kilométeres nagyságrend
Ez a lap a különböző nagyságrendek összehasonlítását segíti elő, 1018 és 1019 méter közötti hosszúságokat (szélességeket, magasságokat, mélységeket, átmérőket, távolságokat) sorolja fel. Az összes nagyságrendet átfogó lista a Nagyságrendek listája (hosszúság) szócikkben található meg.

## Értékek
1018 m egyenlő az alábbiakkal:
- 1 Em (examéter)
- 110 fényév

## Csillagászat
- 1,6·1018 m (170 fényév): az M13 átmérője (egy szokásos gömbhalmaz)
- 2,1·1018 m (200 fényév): az Éta Carinae-köd átmérője
- 3,1·1018 m (310 fényév): a Canopus távolsága a Hipparcos szerint
- 4,0·1018 m (430 fényév): a Betelgeuze távolsága a Hipparcos szerint
- 6·1018 m (600 fényév): az Omega Centauri átmérője (egyike a legnagyobb ismert gömbhalmazoknak, körülbelül egymillió csillagot is tartalmazhat)
- 7,3·1018 m (730 fényév): a Rigel távolsága a Hipparcos szerint
- 9,5·1018 m (1000 fényév): a PSR 1257+12 pulzár távolsága